# Da Disco
Da Disco – dwudziesty ósmy singel oraz utwór niemieckiego DJ-a i producenta - Tomcrafta, wydany 23 stycznia 2006 w Niemczech przez wytwórnię Kosmo Records (wydanie 12"). Utwór pochodzi z trzeciego albumu Tomcrafta - Hyper Sexy Conscious (czwarty i ostatni singel z tej płyty). Na singel składa się tylko utwór tytułowy w dwóch wersjach.

## Lista utworów
1. Da Disco (Clubmix) (6:23)
2. Da Disco (JCA Remix) (6:19)